# Nesticella murici
Nesticella murici är en spindelart som beskrevs av Rodrigues och Buckup 2007. Nesticella murici ingår i släktet Nesticella och familjen grottspindlar. Inga underarter finns listade i Catalogue of Life.